# Wolf-Dieter Habicher
Wolf-Dieter Habicher (* 31. Dezember 1939 in Brüsau) ist ein deutscher Chemiker (Organische Chemie).
Habicher war Hochschuldozent an der TU Dresden. Er ist einer der Autoren des Standardwerks Organikum.

## Schriften
- mit Rolf Ebisch, Egon Fanghänel, R. Hahn, K. Unverfehrt: Chemische Kinetik. Fachstudium Chemie, Arbeitsbuch 6, Verlag Chemie 1980